# Arto Saari
Pour les articles homonymes, voir Arto (homonymie).
Arto Saari (né le 9 novembre 1981 à Seinäjoki en Finlande) est un skateboarder professionnel. Il a été rendu célèbre par la vidéo Menikmati, d'éS Footwear. Ses sponsors actuels[Quand ?] sont Flip Skateboards, New Balance numeric, CCS, MOB griptape, Leatherman tools, Ricta Skateboard Wheels, Destructo Trucks, Wesc wear, Volcom et Ice watches. 
Saari fut élu « Skater of the Year 2001 » (« Skateur de l'Année 2001 ») par le magazine Thrasher et est considéré comme l'un des meilleurs skateurs de rue au monde. En été 2004, lors d'un vote organisé par la télévision finlandaise, il fut élu 26e de la Suuret suomalaiset, la liste des 100 Plus Grands Finlandais.
Arto Saari a été blessé gravement de nombreuses fois au cours de sa carrière. Il a failli mourir d'une blessure à la tête pendant le tournage de la vidéo « Sorry », de Flip. Il a aussi subi une opération au genou en 2004.

## Vie personnelle
Il vit à Huntington Beach, en Californie.
Il apparait dans les jeux vidéo Tony Hawk's Underground, Tony Hawk's Proving Ground et Evolution Skateboarding.